# نيكولاس أونداما
نيكولاس أونداما (4 أغسطس 1997 بالكونغو - ) هو لاعب كرة قدم كونغولي في مركز خط الوسط لعب سابقاً مع نادي الخليج.